# Los Olivos, Guanajuato
Los Olivos är en ort i Mexiko.   Den ligger i kommunen León och delstaten Guanajuato, i den centrala delen av landet, 300 km nordväst om huvudstaden Mexico City. Los Olivos ligger 1 834 meter över havet och antalet invånare är 251.
Terrängen runt Los Olivos är platt åt sydväst, men åt nordost är den kuperad. Runt Los Olivos är det tätbefolkat, med 257 invånare per kvadratkilometer. Närmaste större samhälle är León de los Aldama, 19,3 km nordväst om Los Olivos. Trakten runt Los Olivos består till största delen av jordbruksmark.